# ژانگ نان (ژیمناست)
ژانگ نان (ژیمناست) (به انگلیسی: Zhang Nan (gymnast)) ژیمناست زادهٔ ۳۰ آوریل ۱۹۸۶ میلادی اهل کشور چین است.